# Kanton Castelsarrasin
 Castelsarrasin  is een kanton van het Franse departement Tarn-et-Garonne. Het kanton maakt deel uit van de arrondissementen  Castelsarrasin (5) en Montauban (1).
In 2020 telde het 21.311 inwoners.

Het kanton werd gevormd ingevolge het decreet van 27 februari 2014, met uitwerking op 22 maart 2015, met Castelsarrasin als hoofdplaats.

## Gemeenten
Het kanton omvat volgende gemeenten:.
- Barry-d'Islemade
- Les Barthes
- Castelsarrasin
- Labastide-du-Temple
- Meauzac
- La Ville-Dieu-du-Temple